# Brilivka (Jersón)
Brilivka (en ucraniano: Брилівка, romanizado: Brylivka; en ruso: Брилёвка, romanizado: Briliovka) es un pueblo ucraniano perteneciente al óblast de Jersón. Situado en el sur del país, forma parte del raión de Jersón y centro del municipio (hromada) de Virnogradove.
La localidad se encuentra ocupada por Rusia desde febrero de 2022 en el marco de la invasión rusa de Ucrania.

## Geografía
Brilivka está en la estepa, 50 km al sureste de Jersón y Oleshki, y también 30 km al norte de la costa del Mar Negro. 

## Historia
Cerca del pueblo se exploró un montículo con enterramientos de la Edad del Bronce (segundo milenio a. C.) y de la época escita, siglos IV-III a. C.
Brilivka fue fundada en 1945. En 1952-1954, se construyó una fábrica de algodón (donde ahora están el estadio y el hospital). En 1953, se anunció la construcción del canal del norte de Crimea. La gente y el equipo fueron trasladados al pueblo desde todos los rincones de la URSS. En Brilivka vivían personas de las siguientes nacionalidades: ucranianos, rusos, bielorrusos, tártaros, uzbekos, chuvasios, moldavos y otros. En 1964 Brilivka recibió el estatus de asentamiento de tipo urbano.
Hasta el 18 de julio de 2020, Brilivka fue parte del raión de Oleshki. El raión se abolió en julio de 2020 como parte de la reforma administrativa de Ucrania, que redujo el número de rayones del óblast de Jersón a cinco. El área del raión de Oleshki se fusionó con el raión de Jersón.En 2023, Brilivka perdió el estatus de asentamiento de tipo urbano debido a la eliminación de este estatus administrativo en la legislación ucraniana.
La localidad fue tomada por Rusia en la invasión rusa de Ucrania que comenzó en 2022. El 31 de julio de 2022, Serhii Bratchuk, el portavoz de la Administración Militar de Odesa, informó sobre la destrucción por parte de HIMARS en la noche del viernes 29 de julio al sábado 30 de julio de un escalón ferroviario ruso con más de 40 vagones con soldados rusos, municiones y equipos, que llegaron desde Crimea a la estación de Brilovka.

## Demografía
La evolución de la población de Brilivka entre 1989 y 2021 fue la siguiente:
| 5956                                                          | 4352 | 4286 | 4252 | 4182 |
| (Fuente: Cities & Towns of Ukraine y UKRAINE: Größere Städte) |      |      |      |      |

Según el censo de 2001, la lengua materna de la mayoría de los habitantes, el 90,48%, es el ucraniano; del 8,41% es el ruso.

## Infraestructura

### Transporte
El asentamiento tiene acceso a la autopista M17 que corre del noroeste de Jersón y al sureste de la frontera con Crimea. La estación de tren de Brilivka se encuentra en el ferrocarril que solía conectar Jersón con Dzhankói en Crimea; sin embargo, después de la anexión rusa de Crimea en 2014, los trenes solo llegan hasta Vadim, cerca de la frontera con Crimea. 